# Andrzej Fryszkowski
Andrzej Fryszkowski (ur. 6 kwietnia 1949 w Smogorzewie koło Włocławka, zm. 2 listopada 2020) – polski matematyk, profesor, wykładowca Politechniki Warszawskiej oraz Wyższej Szkoły Informatyki Stosowanej i Zarządzania w Warszawie.

## Życiorys
W 1967 uzyskał maturę w I Liceum Ogólnokształcące im. Ziemi Kujawskiej we Włocławku. Studia odbył na Wydziale Matematyki i Mechaniki Uniwersytetu Warszawskiego, zakończone magisterium w 1973 na podstawie pracy pt. Zagadnienie syntezy na płaszczyźnie. Doktorat Ciągłe selekcje dla pewnej klasy niewypukłych odwzorowań wielowartościowych, napisany pod kierunkiem Czesława Olecha. W 1993 uzyskał stopień naukowy doktora habilitowanego w zakresie nauk matematycznych na podstawie rozprawy Inkluzje różniczkowe lipschitzowskie z parametrem. 22 października 2007 uzyskał tytuł profesora nauk matematycznych. W latach 1985–1987 zatrudniony jako profesor wizytujący na University of Rhode Island w  Kingston w USA.
Był prodziekanem ds. nauczania Wydział Matematyki i Nauk Informacyjnych Politechniki Warszawskiej w kadencji 1999–2002, kierownikiem Zakładu Równań Różniczkowych Zwyczajnych wydziału MiNI Politechniki Warszawskiej, współzałożycielem i wieloletnim członkiem Zarządu Stowarzyszenia na Rzecz Edukacji Matematycznej, członkiem Komitetu Głównego Olimpiady Matematycznej. Zajmował się inkluzjami różniczkowymi z wyróżnieniem metod analizy funkcjonalnej oraz matematyczną teorią sterowania optymalnego.
Odznaczony Złotym Krzyżem Zasługi oraz Medalem Komisji Edukacji Narodowej.
Był żonaty z Krystyną. Ojciec Piotra, Anny i Macieja. Pochowany na cmentarzu komunalnym Północnym w Warszawie.